# Centralia (Iowa)
Centralia es una ciudad situada en el condado de Dubuque, en el estado de Iowa, Estados Unidos. Según el censo de 2010 tenía una población de 134 habitantes.

## Geografía
Según la Oficina del Censo de los Estados Unidos, la localidad tiene un área total de 1,5 km², la totalidad de los cuales 1,5 km² corresponden a tierra firme.

## Demografía
Según el censo de 2010, había 134 personas residiendo en la localidad. La densidad de población era de 89,33 hab./km². Había 54 viviendas con una densidad media de 36 viviendas/km². El 98,51% de los habitantes eran blancos, y el 1,49% pertenecía a dos o más razas.